# Conchogneta traegardhi
Conchogneta traegardhi är en kvalsterart som först beskrevs av Forsslund 1947.  Conchogneta traegardhi ingår i släktet Conchogneta och familjen Autognetidae. Inga underarter finns listade i Catalogue of Life.